# Шинов, Чавдар
Чавдар Стоев Шинов (28 мая 1941, София) — болгарский писатель-юморист и киносценарист. Лауреат конкурса романа на современную тему 1983 года за роман «Любить назло» («Да обичаш на инат»), экранизированный в 1986 году.

## Биография
Родился в 1941 году. Происходил из смешанной семьи (отец — болгарин, мать — еврейка); в связи с «Законом о защите нации» родители не могли зарегистрировать брак до 1946 года. Незадолго до вступления советских войск в Болгарию был интернирован вместе с матерью, их готовили к депортации.
Окончил Софийский университет им. св. Климента Охридского.
На русском языке опубликованы повесть для детей «Похищение автобуса» (пер. Майя Качаунова, София, 1987), юмористический рассказ «Безнадёжный случай» (пер. Наталии Дюлгеровой, в сборнике «Индюшка с бриллиантами»).
В 2011 году награждён Орденом «Святые Кирилл и Мефодий» 2 степени.

## Фильмография
Написал сценарии к фильмам:
- 1982 — Голямата любов на Д. Луков («Большая любовь Д. Лукова»)
- 1985 — Манёври на петия етаж («Манёвры на пятом этаже»)
- 1986 — Да обичаш на инат («Любить упрямо»)
- 1987 — Петък вечер («В пятницу вечером», режиссёр — Людмил Кирков)
- 1990 — Музикален момент